# Miessaari
Miessaari est une île du golfe de Finlande dans le quartier Matinkylä à Espoo en Finlande.

## Géographie
Miessaari est la plus grande île de l'archipel oriental d'Espoo.
Elle a une superficie de 61 hectares,.
L'île est séparée de la côte par Miessaarenselkä, et l'île est séparée de ses îles voisines par un détroit appelé Flakaholmssundet.
À l'est de Miessaari se trouve Pieni Miessaari.
Les autres îles voisines sont Flakaholm, Pukkisaari, Pyöräsaari, Knekten et Långholmen.
Le terrain de Miessaari appartient aux propriétés du Sénat et la zone aquatique environnante à la direction des forêts.

## Histoire

### Après guerre et situation actuelle
Miessaari est utilisée par les forces armées depuis 1915, lorsque la construction des fortifications maritimes de Krepost Sveaborg a commencé.
Aujourd'hui, l'île est administrée par les forces armées finlandaises et elle est une zone militaire fermée où le débarquement est soumis à autorisation,.

## Galerie

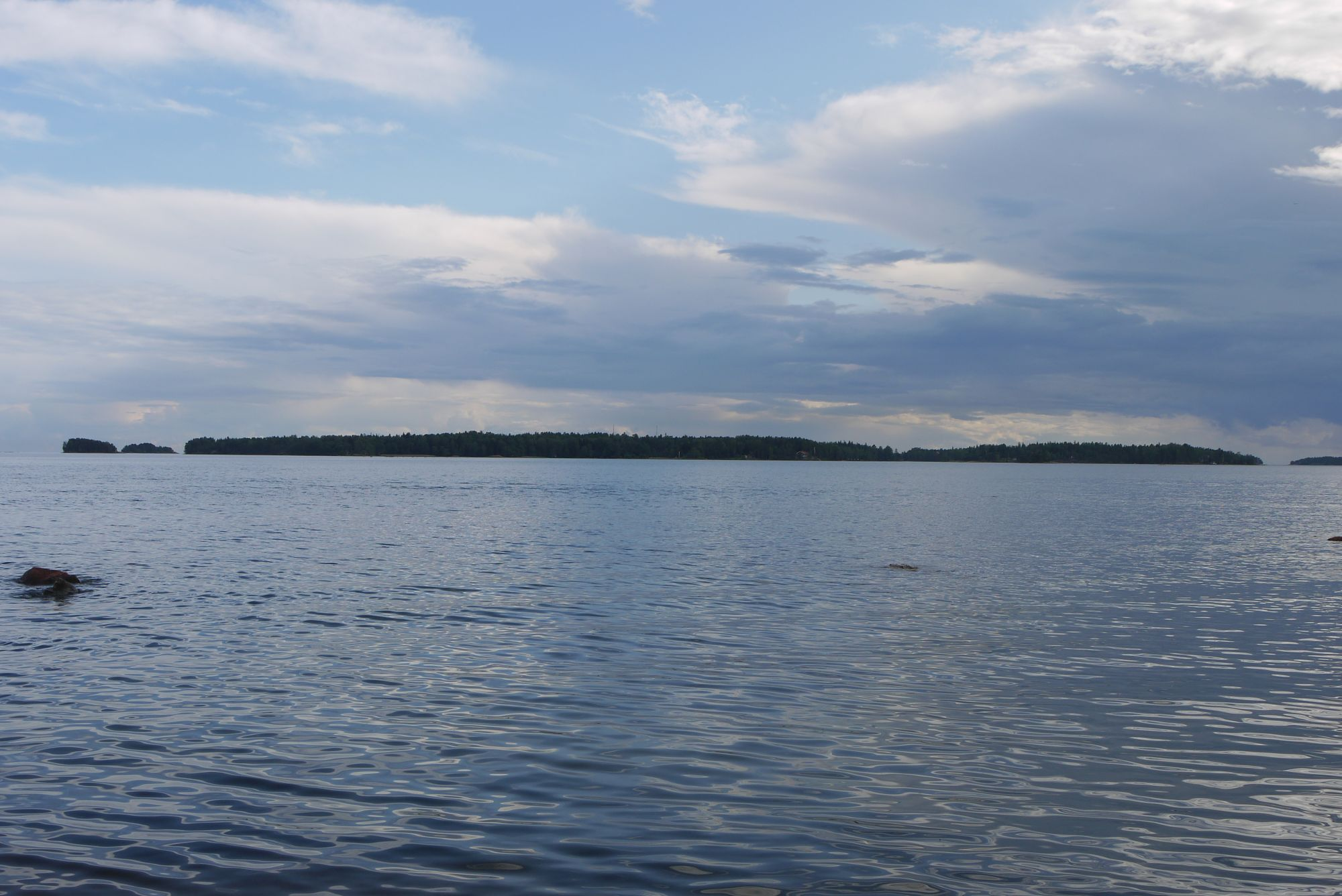
Miessaari vue d'Haukilahti.
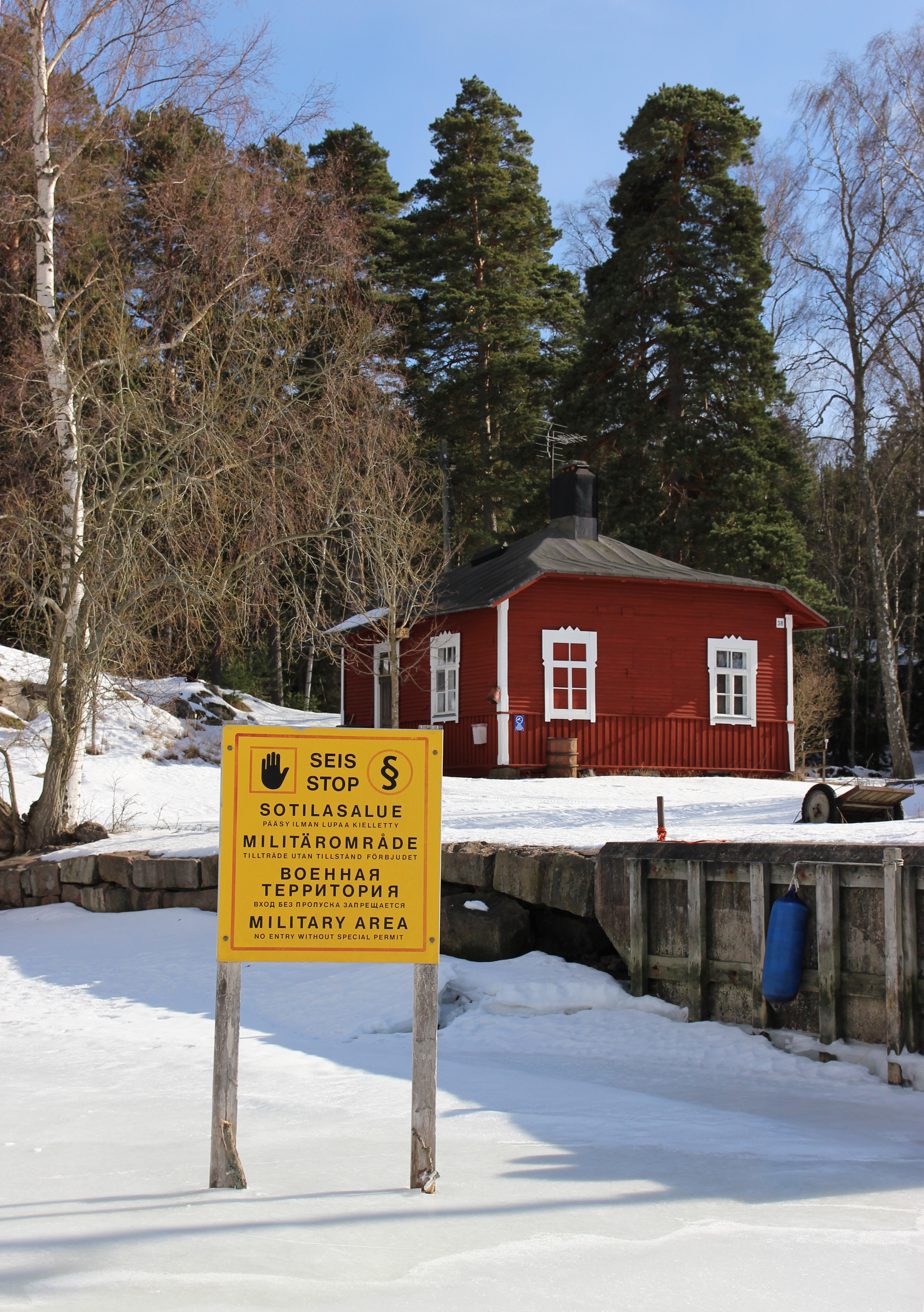
Panneau de zone militaire près de la jetée de Miessaari.
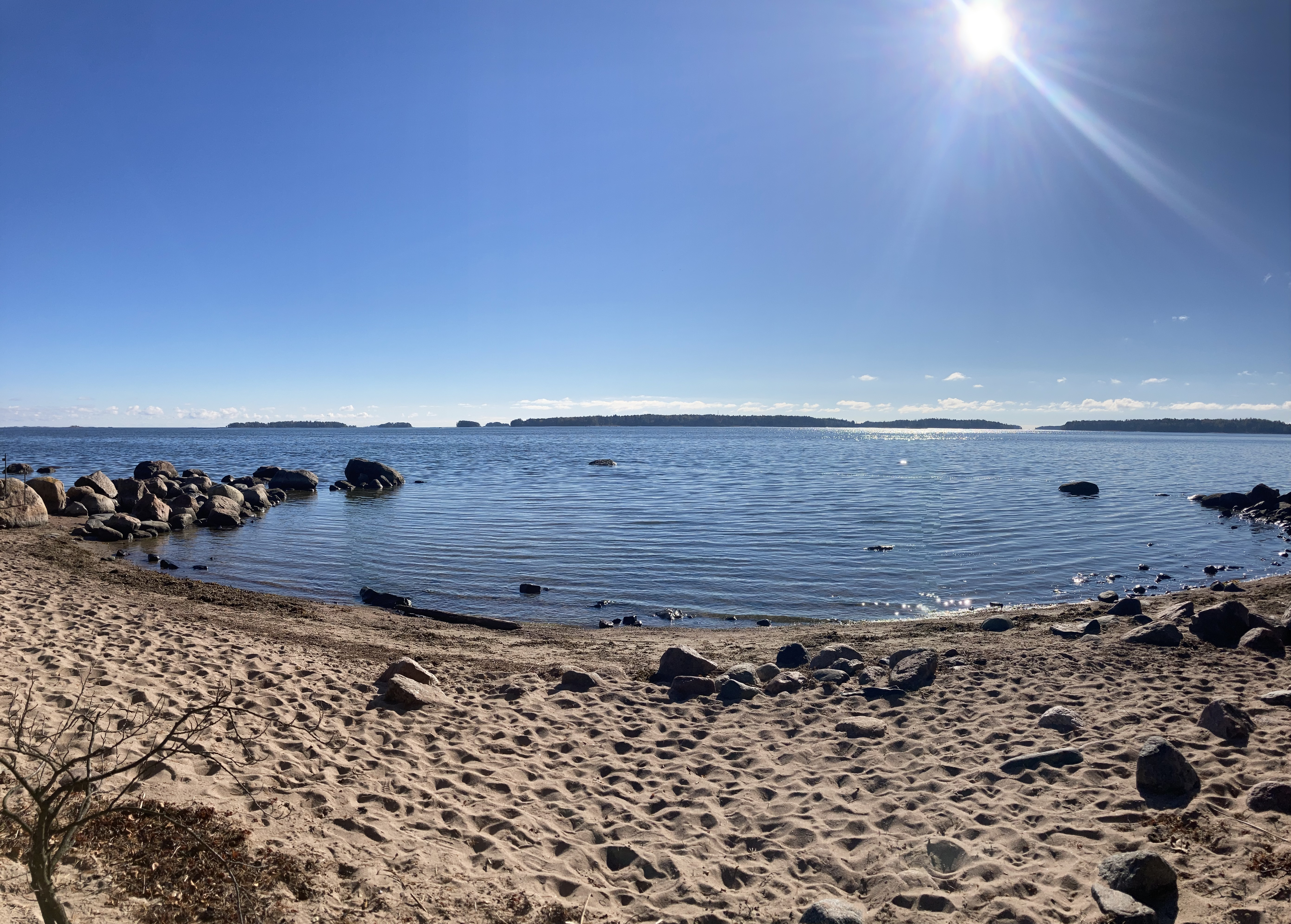
Vue vers le sud depuis la plage de Mellsten en septembre 2021.